# Lilla Tritonen

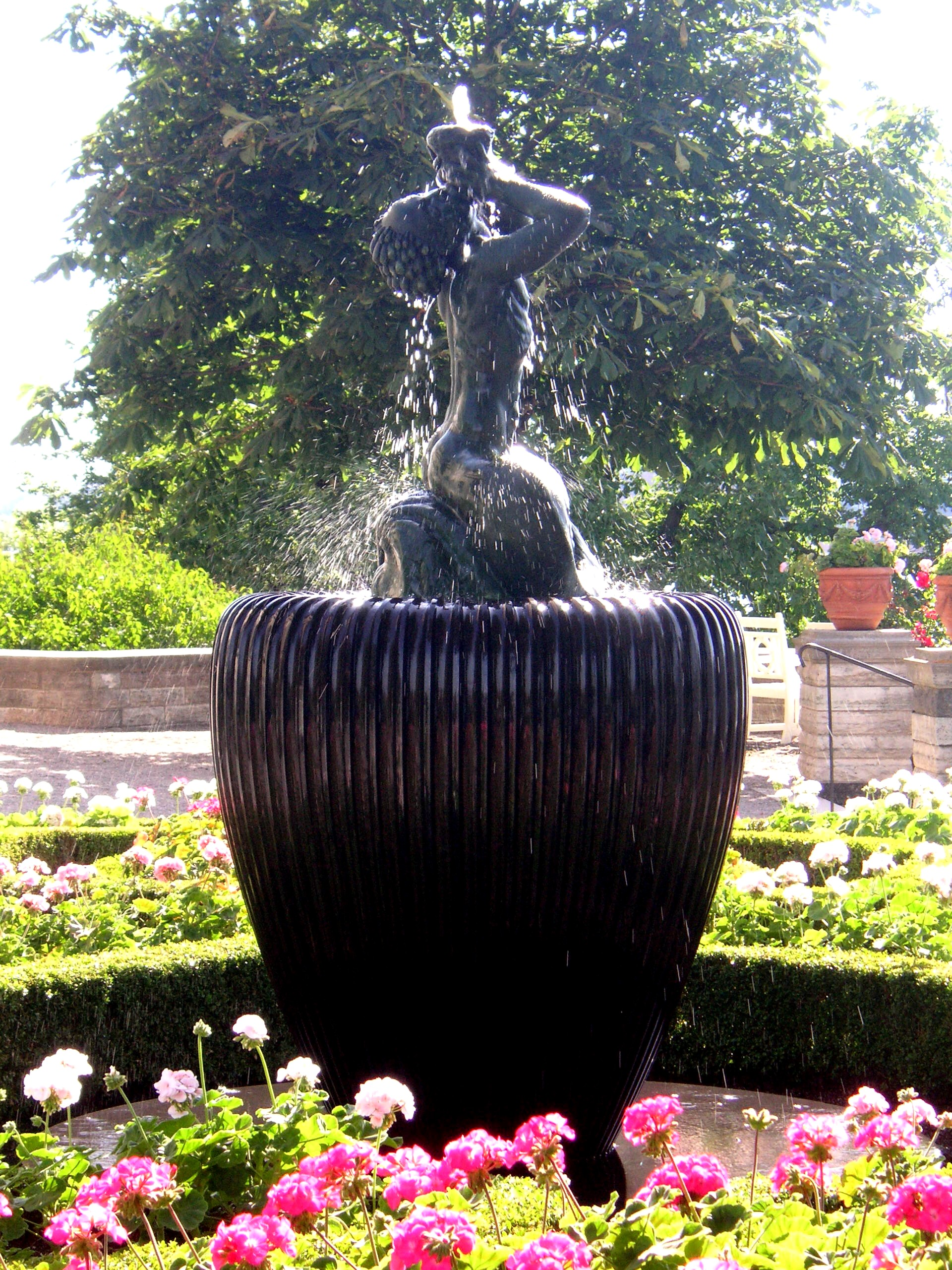
Lilla Tritonen, Waldemarsudde

Lilla Tritonen är en skulptur av Carl Milles som finns bland annat på Prins Eugens Waldemarsudde i Stockholm.
Lilla Tritonen tillkom 1914 och är typisk för Milles spelande lynne. Tritonen är i brons och sitter i en stor vas av räfflad, blankpolerad diabas. Vattnet som han blåser rakt upp i luften faller i glittrande droppar ner över hans kropp. Lilla tritonen vållade viss uppståndelse, då det upptäcktes att den liknade Berninis Tritonfontänen i Rom. Det var dock helt medvetet av Carl Milles, då han från första början presenterat sin skapelse som en "översättning" av Berninis brunn, där tritonen är en gammal man istället för en ung pojke.
En variant på statyn från 1916 benämnd Tritonen finns på Skytteholm i Ekerö kommun, dock utan fontäninramning.